# Kchang Š’-en
Kchang Š’-en (čínsky pchin-jinem Kāng Shì'ēn, znaky 康世恩; 20. dubna 1915 – 21. dubna 1995) byl čínský komunistický politik, místopředseda vlády pro energetiku (1978–1982) a státní poradce pro ropný průmysl (1982–1988), také předseda Státní ekonomické komise (1978–1981) a ministr ropného průmyslu (1975–1978 a 1981–1982). Byl členem širšího vedení Komunistické strany Číny jako člen jejího ústředního výboru v letech 1977–1987 a člen stálého výboru ústřední poradní komise v letech 1987–1992. Předtím byl náměstkem ministra paliv a chemického průmyslu (1970–1975) a náměstkem ministra ropného průmyslu (1956–1967). V 50. letech organizoval těžbu ropy v severozápadní Číně. 

## Život
Kchang Š’-en se narodil 15. listopadu 1914 v okresu Chuaj-an na severozápadě provincie Che-pej v rodině statkáře. V roce 1935 se jako student střední školy v Pej-pchingu zúčastnil hnutí 9. prosince, komunisty vedeného studentského hnutí, které požadovalo od kuomintangské vlády aktivní odpor proti japonské agresi. V roce 1936 byl přijat ke studiu geologie na univerzitě Čching-chua, téhož roku vstoupil do Komunistické strany Číny. Po vypuknutí druhé čínsko-japonské války v roce 1937 se připojil ke komunistické 8. pochodové armádě a podílel se na protijaponských aktivitách v okrese Šuo v provincii Šan-si. Během čínské občanské války působil jako vedoucí politického oddělení Jenanského vojenského obvodu a politického oddělení 9. divize 1. polní armády.
Po vzniku Čínské lidové republiky v roce 1949 převzal vedení místní organizace komunistické strany v ropném poli v Jü-menu v provincii Kan-su, poté byl povýšen do čela Úřadu pro těžbu ropy v severozápadní Číně. V roce 1953 se stal ředitelem Úřadu pro těžbu ropy spadajícího pod ministerstvo palivového průmyslu. Když bylo v červenci 1955 zřízeno ministerstvo ropného průmyslu, byl jmenován pomocníkem jeho ministra a v říjnu 1956 povýšen na náměstka ministra. V roce 1960 byl vyslán do Ta-čchingu řídit těžbu na tamním ropném poli, následujícího roku vystřídal Jü Čchiou-liho ve funkci prvního tajemníka městského výboru KS Číny. Když Jü Čchiou-li (ministr ropného průmyslu od roku 1958) v roce 1964 převzal faktické vedení Státní plánovací komise po jmenování jejím prvním místopředsedou, byl Kchang Š’-en jmenován úřadujícím ministrem ropného průmyslu. Roku 1964 byl také zvolen poslancem Všečínského shromáždění lidových zástupců.
Když v roce 1966 začala kulturní revoluce, byl Kchang Š’-en napadán za to, že dává přednost výrobě a odbornosti před ideologickou čistotou. Byl odsouzen jako přisluhovač Jü Čchiou-liho a spolupracovník Liou Šao-čchiho a Teng Siao-pchinga a v květnu 1967 donucen opustit funkci ministra ropného průmyslu, když odmítl odsoudit Jü Čchiou-liho za účast v únorovém protiproudu. 
K řídící práci se vrátil už roku 1969, když byl jmenován náměstkem ředitele ropného pole Ťiang-chan. Roku 1970 se stal náměstkem ministra nově vzniklého ministerstva paliv a chemického průmyslu a od ledna 1972 ministerstvo fakticky vedl jako úřadující první náměstek. Při rozdělení ministerstva v lednu 1975 převzal úřad ministra obnoveného ministerstva ropného průmyslu. Na XI. sjezdu KS Číny v srpnu 1977 byl zvolen členem ústředního výboru (znovuzvolen na XII. sjezdu v září 1982). V nové vládě (státní radě) jmenované v březnu 1978 se stal místopředsedou státní rady (vlády) s odpovědností za energetiku a předsedou Státní ekonomické komise. V červenci 1979 se stal i členem vlivné Finanční a ekonomické komise státní rady. Byl počítán k takzvané „ropné klice“, volném uskupení politiků a  vysokých úředníků původem z podniků ropného průmyslu, jejich nejvýše postaveným reprezentantem byl Jü Čchiou-li.
Vrcholu kariéry dosáhl Kchang Š’-en v letech 1979 a 1980, kdy Čína začínala otevírat svůj energetický průmysl zahraničním investicím a Kchang vedl jednání se zahraničními ropnými společnostmi a vládními úředníky o rozvoji ropných zdrojů v Pochajském a Jihočínském moři. Na jeho zahraniční protějšky údajně zapůsobila jeho intelektuální zvídavost a kultivované vystupování. Byl prý bystrým, ale přímým vyjednavačem s detailními znalostmi o ropném byznysu. Jeho další postup zhatila havárie v listopadu 1979, při níž při převrácení ropné plošiny v Pochajském zálivu zahynulo 72 lidí. Za to, že se incidentem nezabýval okamžitě, obdržel v květnu 1980 úřední důtku, což byl pro úředníka jeho postavení bezprecedentní trest. V březnu 1981 přišel o post předsedy Státní ekonomické komise a člena finanční a ekonomické komise a vrátil se na níže postavenou pozici ministra ropného průmyslu. Při reorganizaci vlády v květnu 1982 ho ve funkci ministra nahradil Tchang Kche, současně (s deseti dalšími kolegy) přešel z pozice místopředsedy vlády do úřadu státního poradce. Po jmenování nové vlády v červnu 1983 mu jako státnímu poradci zůstala odpovědnost za ropný průmysl, zbytek energetického portfolia převzal nový místopředseda vlády Li Pcheng.
V polovině 80. let Kchang onemocněl rakovinou slinivky, což nepříznivě ovlivnilo jeho kariéru. Vyhledal léčbu ve Spojených státech a v roce 1985 se částečně uzdravil. Na XIII. sjezdu KS Číny v listopadu 1987 již nekandidoval do ústředního výboru, náhradou byl zvolen členem ústřední poradní komise a jejího stálého výboru (do 1992). V úřadu státního poradce zůstal do konce funkčního období vlády v dubnu 1988.
Kchang Š’-en zemřel v Pekingu 21. dubna 1995, den po svých 80. narozeninách.